# Pseudostixis laevepunctata
Pseudostixis laevepunctata är en skalbaggsart som beskrevs av Stefan von Breuning 1959. Pseudostixis laevepunctata ingår i släktet Pseudostixis och familjen långhorningar. Inga underarter finns listade i Catalogue of Life.